# Ross William Guignon
Ross William Guignon (* 6. Juni 1993) ist ein ehemaliger US-amerikanischer Tennisspieler.

## Karriere
Ross William Guignon spielte hauptsächlich auf der ATP Challenger Tour und der ITF Future Tour. Auf der Challenger Tour gewann er das Doppelturnier in Champaign im Jahr 2014.
Anfang 2015 spielte Guignon sein letztes Profiturnier.

## Erfolge
| Legende (Anzahl der Siege)  |
| Grand Slam                  |
| ATP World Tour Finals       |
| ATP World Tour Masters 1000 |
| ATP World Tour 500          |
| ATP World Tour 250          |
| ATP Challenger Tour (1)     |

| ATP-Titel nach Belag |
| Hartplatz (0)        |
| Sand (0)             |
| Rasen (0)            |

### Doppel

#### Turniersiege
| Nr. | Datum             | Turnier   | Belag         | Partner      | Finalgegner                   | Ergebnis  |
| --- | ----------------- | --------- | ------------- | ------------ | ----------------------------- | --------- |
| 1.  | 15. November 2014 | Champaign | Hartplatz (i) | Tim Kopinski | Frank Dancevic Adil Shamasdin | 7:62, 6:2 |